# 요나서

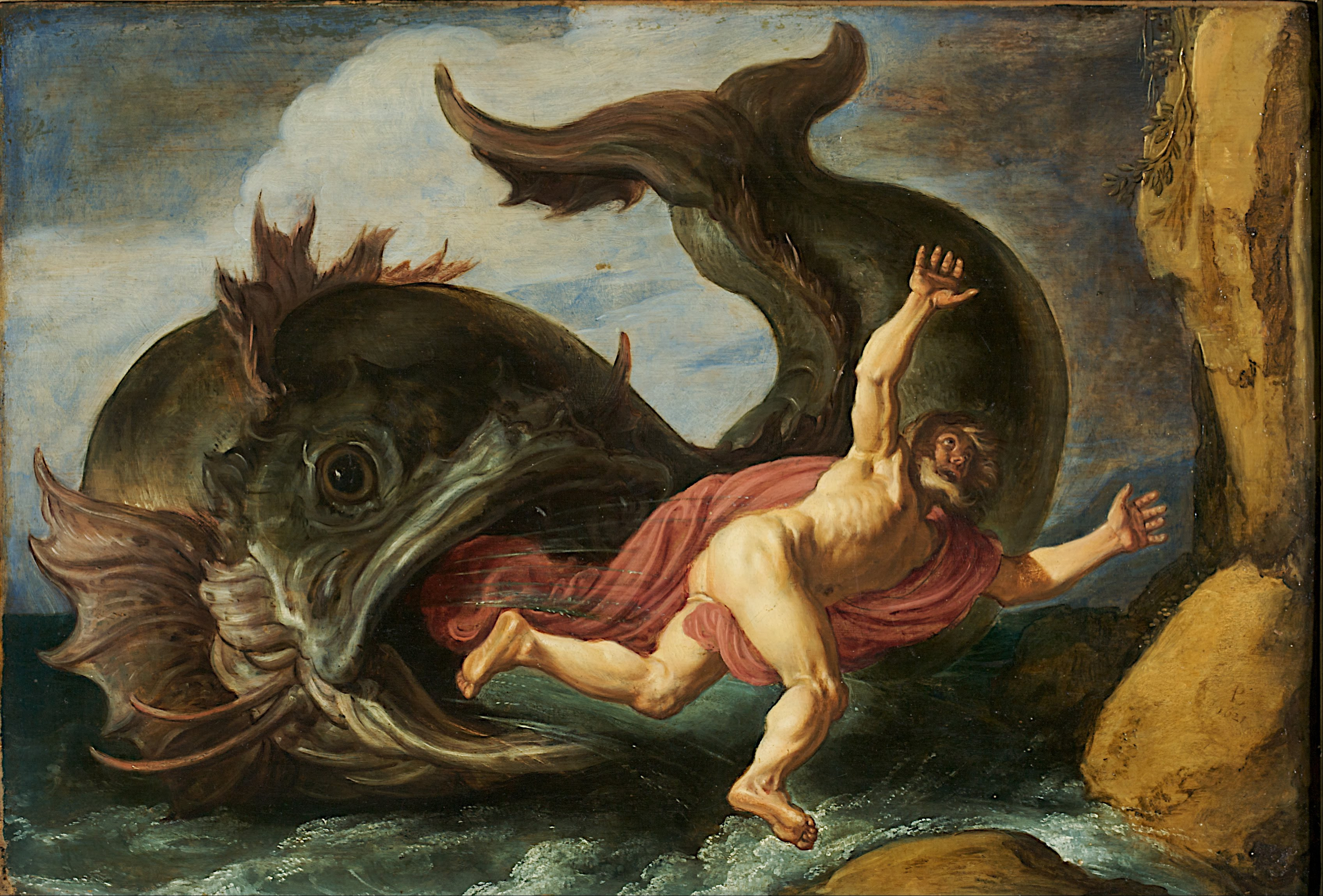

요나서는 구약성경 네비임 소선지서 중 한 권이다. 아밋대의 아들 요나에 대한 이야기이다. 요나는 니네베(니느웨)의 파괴를 예언하라는 명령을 받으나 이를 벗어나기 위해 위해 보내지만 이 신성한 사명을 벗어나려 시도하다가 결국 받아들인다.
유대교에서는 회개하는 자를 용서하려는 하나님의 의지에 대한 성찰을 심어주기 위해 욤키푸르 오후에 읽는 하프타라로 남아 있다. 코란에서도 같은 이야기가 등장한다.
열왕기하 14장 25절에서 여로보암 2세 통치기에 요나가 등장하는 것으로 말미암아 그 통치기인 기원전 793-753년 중에 기록된 것으로 추정한다.

## 사본

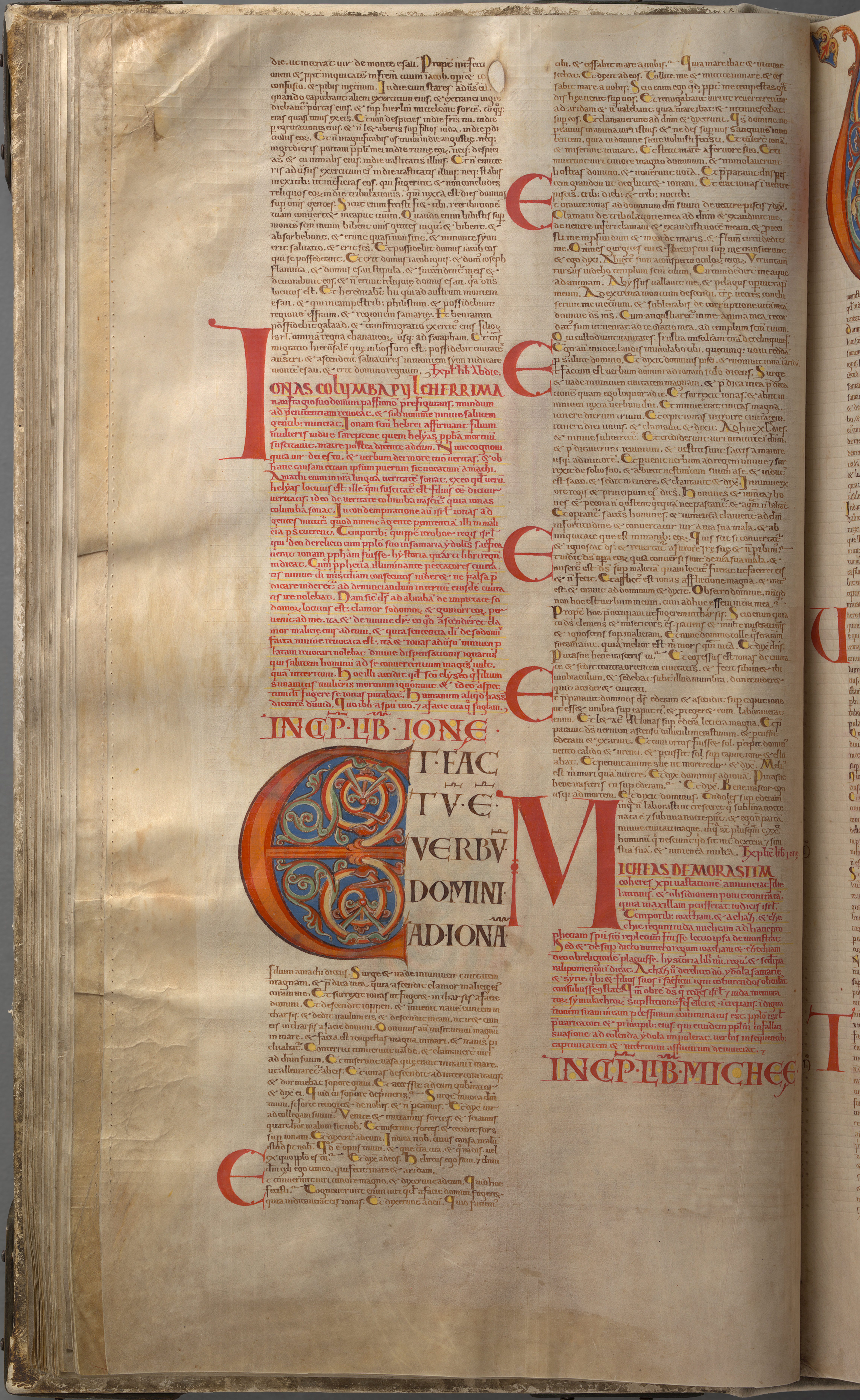
기원전 13세기에 제작되어 온전한 요나서를 담고 있는 코덱스 기가스의 요나서 부분.

히브리어로 쓰인 초기 사본은 카이렌시스 사본(895년), 페테르부르크 예언서 사본(916년), 레닌그라드 사본(1008년) 등 마소라 본문에 기초한 사본들이었다. 사해 문서의 발견에 따라  4Q76(4QX)을 포함하여 히브리어로 적힌 여러 두루마리 파편들이 발견되어 이를 모두 합치면 거의 완벽한 요나서가 만들어진다. 기원전 2세기에서 서기 2세기까지의 사본들이 발견되었다.
기원전에 만들어진 코이네 그리스어로 된 70인역 성경에 기반한 사본들도 존재한다. 코덱스 바티카누스, 코덱스 시나이티쿠스, 코덱스 알렉산드리아누스, 코덱스 마르칼리아누스 등의 코이네 그리스어 사본들이 있다. 사해 문서중에서도 코이네 그리스어로 쓰여진 기원전 1세기경의 요나서 파편이 있었다.

## 배경
요나가 활동하던 시대에 살았던 여로보암 2세는 북왕국 이스라엘의 왕들 가운데 가장 강력한 왕이었다(왕하 14:23-29). 일찍이 앗수르는 근동에서 군림하는 자리를 차지하였고 예후로부터 조공을 받아들였다. 그러나 아시리아(앗수르)는 아람 족속들을 쳐부순 다음에 내부적인 다툼이 일어나 일시적으로 쇠퇴의 길을 걸었다. 대제국이 되기를 희망하던 아시리아가 잠시 쇠퇴해진 틈을 타서 여로보암 2세는 일찍이 아람에 속해 있었던 영토를 장악할 수가 있었다. 그러나 이스라엘의 종교적인 분위기는 다른 예언서에서 지금까지 언급했던 바와 같이 죄악이 극심했기 때문에 호세아와 아모스를 보내어 임박한 심판을 경고하게 하셨다. 요나는 후일에 자기 나라를 멸망시킬 적들을 돕는 일에 자신이 쓰여지는 것을 두려워했다. 니느웨는 북왕국의 수도인 사마리아로부터 약 550마일 정도 떨어져 있는 티그리스강 동쪽 제방 위에 위치하고 있었다. 니느웨는 큰 성읍으로서 바벨론과 마찬가지로 외곽의 성벽과 내곽의 성벽으로 둘러 싸여 보호를 받고 있었다. 요나가 이렇게 난공불락의 도시처럼 보이는 철옹성에 도착하기 전에 두 가지의 재앙이 이 도시를 덮쳤고(B.C.765과 759), 이 일들은 하나님의 진노의 표징으로 받아들여졌고, 또 759년경에 왜 니느웨가 요나의 메시지에 속히 응답하지 않으면 안되는지를 설명하는 데 큰 도움을 줄 수 있었을 것이다.

## 내용
예언자 요나가 니느웨(니네베)로 가서 그들의 죄악이 많다고 외치라는 여호와의 말씀을 어기고 다시스로 도망치러하여 야포로 내려가 다시스로 가는 배에 탔다. 여호와께서 바다에 큰 바람을 일으키시어 태풍이 거세게 몰아치면서 배가 깨어질 지경이 되었다. 그 때, 선원들은 겁에 질려서 각각 자신들의 신에게 부르짖으면서 배를 가볍게 하려고 배 안에 있는 짐을 바다에 던지기까지 하였다. 그러한데도 요나는 배 밑창에 내려가 누워 깊이 잠들어 있었다. 선장이 와서 보고 야단을 쳤다. 한편으로 사람들은 누구 때문에 이런 재앙을 당하는지 알기 위해 제비를 뽑기로 하였고, 뽑으니 요나가 나왔다. 사람들은 요나의 신상을 물었고, 요나는 자신이 여호와의 낯을 피하여 달아나고 있다고 말했다. 사람들은 곡절을 알고 어짜자고 그러한 일을 했느냐며 몹시 두려워했다. 바다가 점점 거칠어지자 사람들은 요나에게 방안을 구했고, 요나는 자기를 바다에 집어넣으라고 하였다. 바다는 더욱 기승을 부렸고, 사람들은 물결을 헤치고 육지로 되돌아가려고 애를 썼으나 허사였다. 하는 수 없이 그들은 여호와께 부르짖은 후에, 요나를 바다에 집어 던지자, 거친 바다는 잔잔하게 되었다.
요나는 여호와께서 예비하신 큰 물고기에 의해 삼켜져 사흘 밤낮을 큰 물고기 뱃속에서 지냈다. 요나는 물고기 뱃속에서 고난 중에서 구원하신 것에 감사드리며 서원한 것을 지키기로 작정하였다고 고백하는 기도를 한다. 여호와께서 그 물고기에게 명령하여 요나를 뱉어내게 하셨다. 요나는 여호와의 말씀대로 곧 길을 떠나 니느웨로 갔다. 니느웨는 큰 도시로서 돌아다니는데만 3일이나 걸리는 곳이었으나 요나는 니느웨에 들어가서 하루 동안만 돌아다니면서, 사십 일이 지나면 니느웨는 무너지게 된다고 외쳤다. 이 말을 듣고 니느웨 사람들은 하나님을 믿고 단식을 선포하였고, 신분이 높은 자나 낮은 자나 모두 굵은 베 옷을 입었다. 그 일이 니느웨 왕에게 들리므로 왕도 굵은 베 옷을 입고 재 위에 앉아 조서를 내려 선포하기를, 사람이나 짐승이나 모두 단식하며 굵은 베 옷을 입고 하나님을 부르짖으며 각기 악한 길이나 손으로 행한 강포에서 떠나라고 하였다. 하나님께서 그들이 악한 길에서 돌이켜 떠난 것을 보시고는 뜻을 돌이켜 그들에게 내리시려던 재앙을 거두셨다. 
이일에 불만을 품은 요나는 이전에 다시스로 도피한 것을 언급하면서 하나님은 은혜로우시며 자비로우시므로 하나님이 재앙을 내리시지 않을 수밖에 없다고 하며 자신의 목숨을 거두어 달려고 한다. 요나는 도시를 나가 동쪽에 앉아 자신을 위해 초막을 짓고 도시에 무슨일이 일어나는가를 보려고 그늘 아래에 앉았다. 하나님 여호와께서 박넝쿨을 예비하시어 요나를 가리게하니 그의 머리 위에 그늘이 드리워 더위를 면하게 되어 요나가 크게 기뻐하였으나 하나님께서 벌레를 예비하시고 이튿날 새벽에 그 박넝쿨을 갉아먹게 하시므로 시들게 되었다.
해가 뜰 때에 하나님이 뜨거운 동풍을 예비하시고 해가 내리쬐자 요나가 혼미하여 죽고 싶어하여 사는 것보다 죽는 것이 낫다고 말했다.
하나님께서는 그런 요나에게 다음과 같이 말씀하셨다.
하나님이 요나에게 이르시되 네가 이 박넝쿨로 말미암아 성내는 것이 어찌 옳으냐 하시니 그가 대답하되 내가 성내어 죽기까지 할지라도 옳으니이다 하니라
여호와께서 이르시되 네가 수고도 아니하였고 재배도 아니하였고 하룻밤에 났다가 하룻밤에 말라 버린 이 박넝쿨을 아꼈거든
하물며 이 큰 성읍 니느웨에는 좌우를 분변하지 못하는 자가 십이만여 명이요 가축도 많이 있나니 내가 어찌 아끼지 아니하겠느냐 하시니라— 요나서 4장 9-11절

## 구조
- 1장, (소명)일어나 가서 외치라(2절), 요나가 일어나 다시스로 가니라(3절), 하나님의 행위: 큰 폭풍(4절), 사공들이 각기 자기 신을 부름(5절), 선장이 폭풍에 대하여 하나님께 부르짖으라 명령함(6절), 선원들이 여호와의 뜻을 찾음(7-13절), 선원들이 여호와께 자신들을 멸망시키지 말라고 기도함(14절), 폭풍이 잠잠해짐(15절)

- 2장, 요나가 구출되다, 요나가 기도하다, 하나님이 응답하시다.
- 3장, (소명)일어나 가서 선포하라(2절), 요나가 일어나 니느웨로 가니라(3절), 요나의 행위: 니느웨에 외침(4절), 니느웨 사람들이 하나님을 부름(5절), 왕이 온 나라에 베옷을 입고 하나님께 부르짖으라 선포함,(6-8절), 왕이 니느웨 사람들에게 우리가 멸망치 않도록 하나님께 기도하라 함, 명령(9절), 하나님이 돌이키심(10절).

- 4장, 요나가 화를 내다, 요나가 기도하다, 하나님이 응답하시다.

## 해석
사실 아시리아 나라 전체가 멸망할 때까지 야훼 신앙을 수용했는지는 정확하게 알 수 없으나, 3장 5절에 근거해보면 "니느웨 사람들이 하나님을 믿고"라는 부분이 나오는 점을 본다면 모든 사람들은 아니라도, 최소한 니느웨 사람들은 하나님에 대해 신앙을 가졌던 것을 알 수 있다.
또한 이 책이 정경이 될 수 있었던 것은 교훈서 내지 예언서로서의 가치를 인정받았고 예수가 본서를 인용했기 때문이다.
요나는 당시 선민의식 즉, 유대인만이 하나님의 백성이라고 생각하던 이스라엘의 편협한 생각과 야훼의 폭넓은 사랑을 대비시키고 있다. 요나서의 핵심내용은 '회개' 그리고 '순종' 신약과 대비해서 예수가 말하였던 "요나의 표적밖에는 보여줄 것이 없다"라는 것이다. 즉 이 세대는 회개를 통하여 그리고 예수 그리스도를 통해 하나님을 진정으로 만난다는 것이다. 요나서는 종말론적 메시지 보다는 하나님의 구원의 메시지를 담고 있으며 그로 인해 구원을 통한 인간들의 회복을 말하고 있다. 즉, 대비법 통해 당시 이스라엘의 편협함을 비평하여 바로잡고자 쓰였던 예언서이다.

## 주해
1. ↑  Since 1947 the whole book is missing from Aleppo Codex.[3]

## 같이 보기
- 요나
- 야파
- 니네베